# Myrmarachne linguiensis
Myrmarachne linguiensis là một loài nhện trong họ Salticidae.
Loài này thuộc chi Myrmarachne. Myrmarachne linguiensis được Zhang & Da-xiang Song miêu tả năm 1992.